# Kuțivka, Novhorodka
Kuțivka (în ucraineană Куцівка) este localitatea de reședință a comunei Kuțivka din raionul Novhorodka, regiunea Kirovohrad, Ucraina.

## Demografie
Componența lingvistică a localității Kuțivka
     Ucraineană (96,35%)
     Rusă (3,49%)
     Alte limbi (0,16%)
Conform recensământului din 2001, majoritatea populației localității Kuțivka era vorbitoare de ucraineană (96,35%), existând în minoritate și vorbitori de rusă (3,49%).